# 2004년 뉴욕 영화 비평가 협회상
제70회 뉴욕 영화 비평가 협회상은 2005년 1월 9일에 열린 시상식이다.

## 수상 및 후보

### 작품상
- 사이드웨이 - 알렉산더 페인 수상

### 감독상
- 밀리언 달러 베이비 - 클린트 이스트우드 수상

### 각본상
- 사이드웨이 - 알렉산더 페인 수상
- 사이드웨이 - 짐 테일러 수상

### 여우주연상
- 베라 드레이크 - 이멜다 스톤튼 수상

### 남우주연상
- 사이드웨이 - 폴 지아마티 수상

### 여우조연상
- 사이드웨이 - 버지니아 매드슨 수상

### 남우조연상
- 클로저 - 클라이브 오웬 수상

### 촬영상
- 영웅 - 크리스토퍼 도일 수상

### 애니메이션상
- 인크레더블 - 브래드 버드 수상

### 다큐멘터리상
- 화씨 911 - 마이클 무어 수상

### 외국영화상
- 나쁜 교육 - 페드로 알모도바르 수상

### 신인작품상
- 기품있는 마리아 - 조슈아 마스턴 수상